# چوسوک
چوسوک (به کره‌ای: 추석؛ به انگلیسی: Chuseok) است در اصل با عنوان هنگاوی (به کره‌ای: 한가위؛ به انگلیسی: hangawi) واژه‌ای است که از زبان کره‌ای باستان بجا مانده به معنی «میانه بزرگ» (به کره‌ای: 한가위) یا پاییز که جشنواره بزرگی به‌مناسبت برداشت محصول است. این جشنواره در کره، تعطیلاتی است سه روزه که از پانزدهمین روز ماه هشتم در تقویم قمری محاسبه می‌شود. مانند بسیاری دیگر از جشنواره‌های برداشت در سراسر جهان، چوسوک نیز در حوالی اعتدال پاییزی برگزار می‌شود.

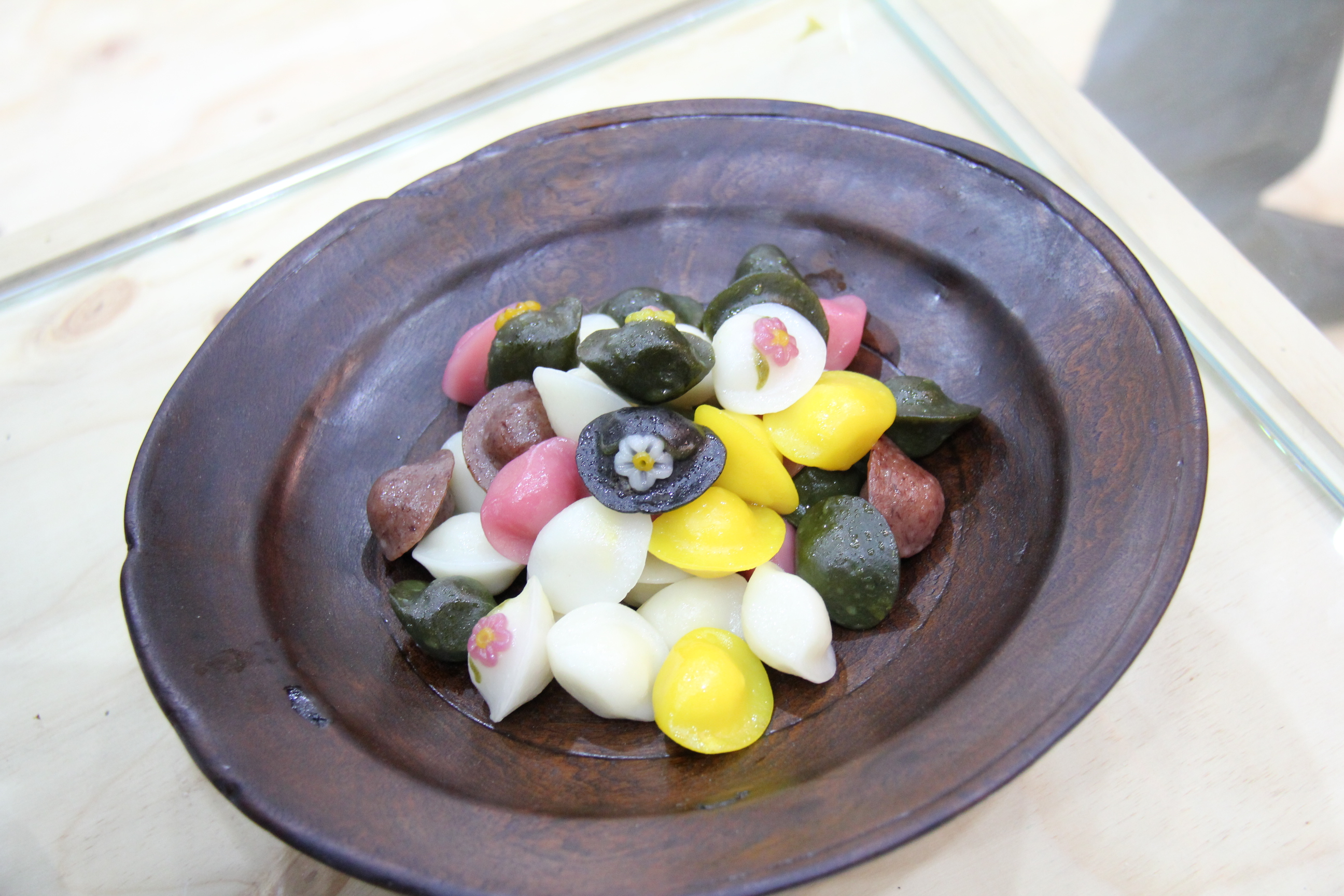
سونگپیئون نوعی کیک برنج بخارپز هلالی شکل بسیار کوچک که به مناسبت چوسوک صرف می‌شود.

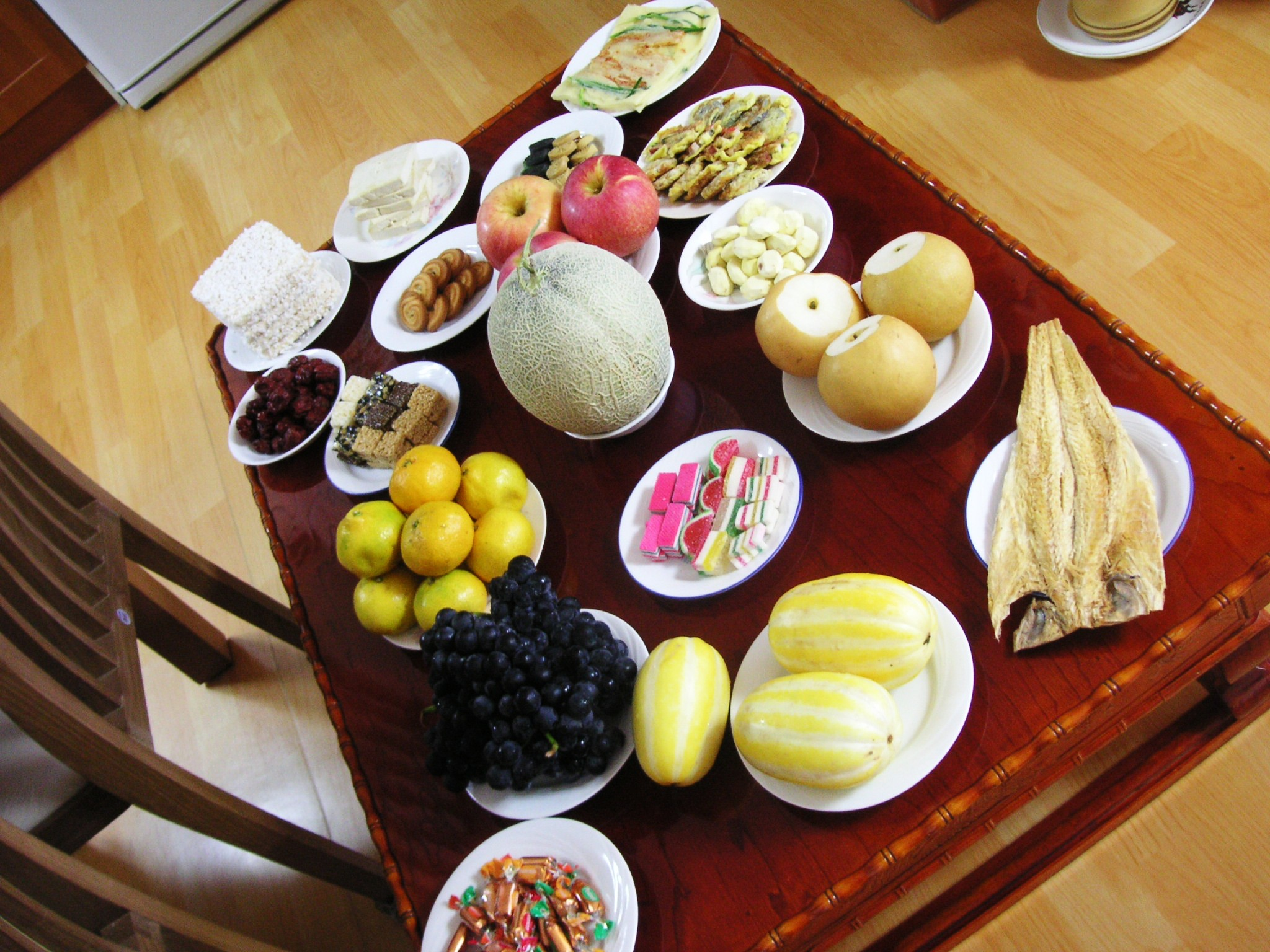
خانی گسترده از غذاهای سنتی ارائه شده به مناسبت چوسوک

در برگزاری یک جشن برداشت خوب، مردم کره با سفر به زادگاه یا سرزمین آبا و اجدادی خود گردهم می‌آیند تا ضمن شکرگزاری یاد اجداد خود را گرامی دارند و به ارواح آنان ادای احترام کنند. مردم در بزرگداشت و تجلیل ریشه‌های خود با مشارکت در ضیافت‌های سنتی کره‌ای، غذاهایی همانند سونگپیئون (به کره‌ای: 송편؛ به انگلیسی: songpyeon)، که نوعی کیک برنج بخارپز هلالی شکل بسیار کوچک است، و انواع شراب برنج مانند سیندوجو (به انگلیسی: sindoju) و دونگدونگجو (به انگلیسی: dongdongju) را به اشتراک می‌گذارند و همچنین با موسیقی زنده، رقص محلی و البته بازی‌های سنتی کره‌ای به خوش‌گذرانی می‌پردازند.
در ۱۵ سپتامبر ۲۰۱۶ موتور جستجوی گوگل به مناسبت این جشنواره گوگل دودل صفحه اصلی خود را در کره جنوبی تغییر داد.